# برايان تشيس
برايان تشيس (بالإنجليزية: Brian Chase)‏ هو طبال أمريكي، ولد في 12 فبراير 1978 في لونغ آيلند في الولايات المتحدة.

## وصلات خارجية
- برايان تشيس على موقع ميوزك برينز (الإنجليزية)
- برايان تشيس على موقع أول ميوزيك (الإنجليزية)
- برايان تشيس على موقع ديسكوغز (الإنجليزية)